# Jean Brankart
Jean Brankart (* 12. Juli 1930 in Momalle; † 23. Juli 2020) war ein belgischer Radsportler, der auf Bahn und Straße aktiv war.
1952 gewann Jean Brankart die Rennen Ster von Namen und die Belgien-Rundfahrt für Unabhängige.
Von 1953 bis 1960 war Brankart Profisportler. In diesen Jahren startete er sechsmal bei der Tour de France. 1955 belegte er Platz zwei in der Gesamtwertung, verbuchte zwei Etappensiege und belegte den dritten Platz in der Bergwertung. 1954 wurde er Neunter, 1959 Zehnter und 1959 belegte er Platz 39. Zweimal gab er im Laufe der Rundfahrt auf.
Ebenfalls den zweiten Platz in der Gesamtwertung belegte Brankart beim Giro d’Italia 1958, bei dem er auch die Bergwertung gewann. 1958 belegte er zudem Rang sieben in der Gesamtwertung.
Weitere Erfolge von Jean Brankart waren der Gewinn einer Etappe der Tour de Suisse 1955, der dritte Platz bei Lüttich–Bastogne–Lüttich im selben Jahr und der Sieg beim Grand Prix Midi Libre 1959. Im Jahre 1955 wurde er zudem Dritter der Jahreswertung Challenge Desgrange-Colombo der erfolgreichsten Radsportler.
Auf der Bahn wurde Jean Brankart dreimal – 1956, 1958 und 1959 – belgischer Meister in der Einerverfolgung. Bei den UCI-Bahn-Weltmeisterschaften 1959 errang er Bronze in dieser Disziplin. Auch startete er bei acht Sechstagerennen und belegte in Brüssel mit Stan Ockers zweimal Platz zwei.
1960 gab Brankart die Tour de France während der ersten Etappe auf. Eine ärztliche Untersuchung ergab Herzprobleme, weshalb er seine Radsportlaufbahn sofort beenden musste.
Seit 1999 organisiert der Club Cyclo Momalle das Jedermannrennen Jean Brankart Classic.